# Erik Messerschmidt
Erik Messerschmidt (23 oktober 1980) is een Amerikaans cameraman (director of photography). In 2021 won hij voor zijn camerawerk in Mank (2020) een Oscar.

## Biografie
Erik Messerschmidt groeide op in Portland (Maine). Hij volgde een filmopleiding aan Emerson College in Boston.

## Carrière
Na zijn studies verhuisde Messerschmidt naar Los Angeles om er aan de slag te gaan in de televisie- en filmindustrie. Aanvankelijk filmde hij vooral muziekvideo's en korte films. Om zichzelf en zijn gezin te onderhouden besloot hij uiteindelijk om als elektricien en gaffer aan de slag te gaan. Zo werkte hij mee aan onder meer Hard Candy (2005), Everybody Hates Chris (2005–2006), Bones (2006–2012), Mad Men (2007–2013) en Iron Man 2 (2010).
Met cameraman Jeff Cronenweth werkte hij samen aan enkele reclamespots, waarna hij Cronenweth ook mocht assisteren tijdens de productie van Gone Girl (2014) van regisseur David Fincher. Het betekende het begin van zijn werkrelatie met Fincher, die hem vervolgens inschakelde om als director of photography de opnames van de Netflix-serie Mindhunter te leiden.
Eind jaren 2010 filmde hij ook enkele afleveringen van de serie Legion (2018–2019) en maakte hij als cameraman deel uit van de second-unit van Sicario: Day of the Soldado (2018). Na twee seizoenen van Mindhunter werkte hij met Fincher ook samen aan de biografische film Mank (2020). Voor die film werd hij bekroond met de Oscar voor beste camerawerk. Sinds februari 2020 is hij ook aangesloten bij de American Society of Cinematographers (ASC).

## Filmografie als cameraman
Film
- In a Dream (2008) (docu)
- Mank (2020)

Televisie
- G.I.A. (2012)
- Video Town (2013)
- Mindhunter (2017–2019)
- Legion (2018–2019)
- Raised by Wolves (2020)
- Fargo (2020)

## Prijzen en nominaties
| Film / Serie      | Categorie                                   | Uitslag        |
| Academy Awards    | Academy Awards                              | Academy Awards |
| ----------------- | ------------------------------------------- | -------------- |
| Mank (2020)       | Beste camerawerk                            | Gewonnen       |
| BAFTA Awards      |                                             |                |
| Mank (2020)       | Beste camerawerk                            | Genomineerd    |
| Emmy Awards       |                                             |                |
| Mindhunter (2019) | Beste camerawerk (tv-serie / single-camera) | Genomineerd    |